# Cavellia serpentinula
Cavellia serpentinula är en snäckart som först beskrevs av Suter 1891.  Cavellia serpentinula ingår i släktet Cavellia och familjen Charopidae. Inga underarter finns listade i Catalogue of Life.